# Spinalisation
Unter Spinalisation (lat. spinalis, zur Wirbelsäule/Rückenmark gehörig) versteht man die vollständige oder teilweise Durchtrennung des Rückenmarks oder Unterbrechung der neuronalen Weiterleitung im Rückenmark (z. B. auch durch Kompression bei Tumoren) als Teil des Zentralnervensystems. Dies führt zu einer vollständigen oder teilweisen Querschnittlähmung.
Eine Kompression von Spinalnerven (wie durch einen Bandscheibenvorfall) oder Durchtrennung eines Spinalnervens betrifft jedoch das periphere Nervensystem und fällt nicht unter Spinalisation, ein inzwischen unüblicher Begriff.